# Форестбург (Південна Дакота)
Форестбург (англ. Forestburg) — переписна місцевість (CDP) в США, в окрузі Сенборн штату Південна Дакота. Населення — 54 особи (2020).

## Географія
Форестбург розташований за координатами 44°1′6″ пн. ш. 98°6′0″ зх. д. / 44.01833° пн. ш. 98.10000° зх. д. (44.018272, -98.100108).  За даними Бюро перепису населення США в 2010 році переписна місцевість мала площу 1,61 км², з яких 1,56 км² — суходіл та 0,05 км² — водойми. В 2017 році площа становила 1,37 км², уся площа — суходіл.

## Демографія
Згідно з переписом 2010 року, у переписній місцевості мешкали 73 особи в 32 домогосподарствах у складі 22 родин. Густота населення становила 45 осіб/км².  Було 36 помешкань (22/км²).
Расовий склад населення:
| - 95,9 % — білих |

До двох чи більше рас належало 4,1 %. Частка іспаномовних становила 0,0 % від усіх жителів.
За віковим діапазоном населення розподілялося таким чином: 27,4 % — особи молодші 18 років, 64,4 % — особи у віці 18—64 років, 8,2 % — особи у віці 65 років та старші. Медіана віку мешканця становила 39,5 року. На 100 осіб жіночої статі у переписній місцевості припадало 102,8 чоловіків;  на 100 жінок у віці від 18 років та старших — 103,8 чоловіків також старших 18 років.
За межею бідності перебувало 11,7 % осіб, у тому числі 0,0 % дітей у віці до 18 років та 0,0 % осіб у віці 65 років та старших.
Цивільне працевлаштоване населення становило 80 осіб. Основні галузі зайнятості: науковці, спеціалісти, менеджери — 45,0 %, сільське господарство, лісництво, риболовля — 26,3 %, освіта, охорона здоров'я та соціальна допомога — 20,0 %.